# Utleya costaricensis
Utleya costaricensis je druh rostliny z čeledi vřesovcovité a jediný zástupce rodu Utleya. Je to epifytický keř se střídavými kožovitými listy se zpeřenou žilnatinou. Větve mají na sobě křídlovité korkové lišty. Kalich je článkovaný a křídlatý. Květy jsou pětičetné, drobné, uspořádané v hroznech složených ze 3 až 4 květů.
Koruna je světle růžová s bělavými laloky, pětičetná, baňkovitá, dužnatá, u ústí silně zúžená, 4 mm dlouhá, s 5 ostruhami. Čnělka nevyčnívá z květů. Tyčinek je 10 a jsou jen 3 mm dlouhé. Plody nejsou dosud známy.
Druh byl popsán v roce 1977 z Kostariky, kde roste jako epifyt v horských lesích středních poloh v nadmořských výškách 1300 až 1800 metrů. Je sbírán jen vzácně.